# Torchiara
Torchiara ist eine Gemeinde im Südwesten Italiens in der Provinz Salerno (Region Kampanien). 
Der Ort liegt im Westen des Nationalparks Cilento etwa vier Kilometer südöstlich von Agropoli entfernt. Hier wohnen 1527 Einwohner.

## Geografie
Die Nachbargemeinden sind Agropoli, Laureana Cilento, Lustra, Prignano Cilento und Rutino.
Agropoli, Laureana Cilento und Lustra sind Kommunen des Nationalparks Cilento und Vallo di Diano.